# Histoire de la Valachie
L'histoire de la Valachie se réfère :
- à la région géographique méridionale de la Roumanie, qui est une province traditionnelle roumaine et européenne ;
- à la principauté indépendante dont l'existence s'inscrit entre 1330 (batailles de Velbajd et de Posada permettant son émancipation) et 1859 (lorsqu'en fusionnant avec la Moldavie, elle forme un nouvel état : les Principautés unies de Moldavie et de Valachie, future Roumanie).

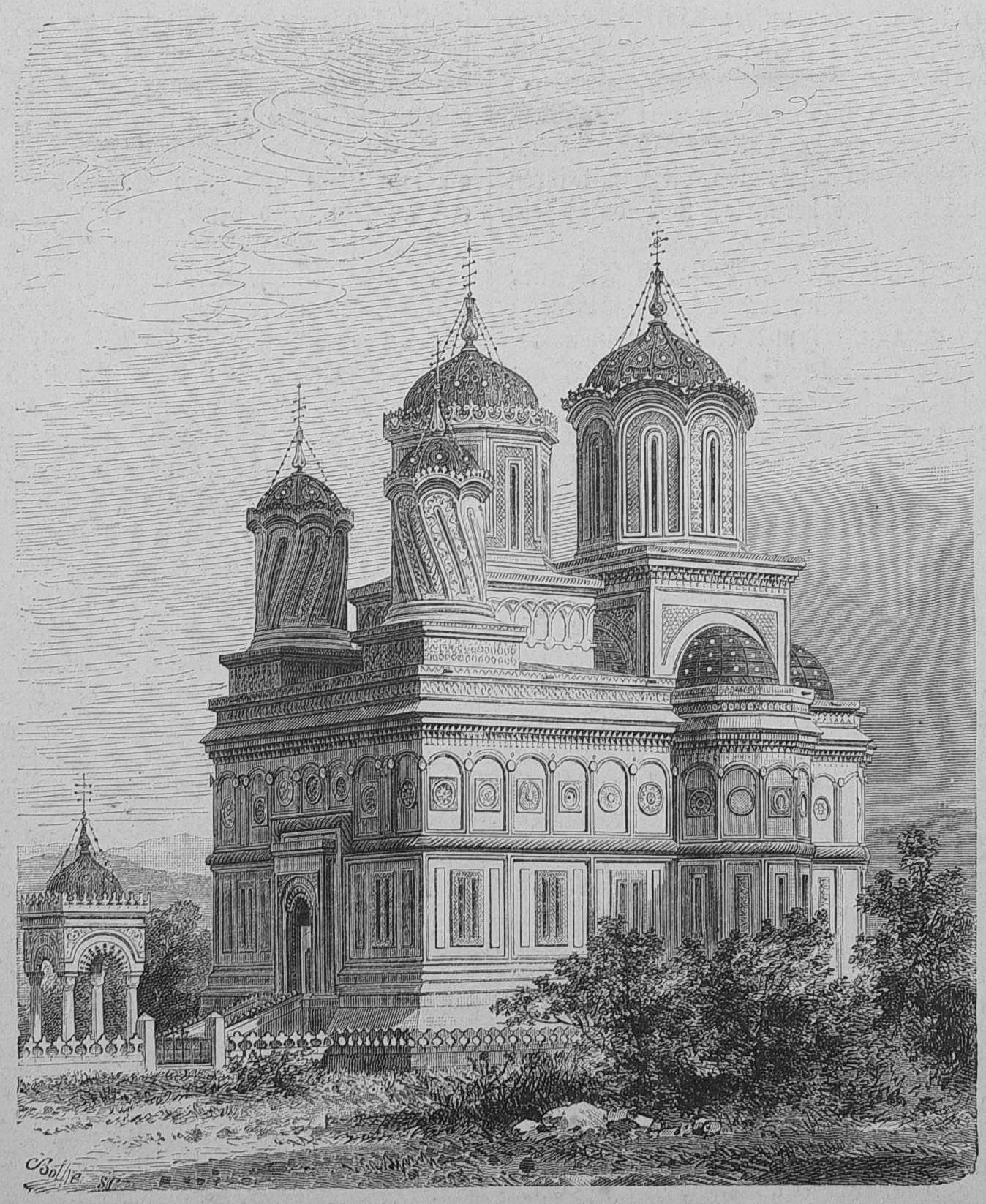
Cathédrale métropolitaine valaque au monastère de Curtea de Argeș.

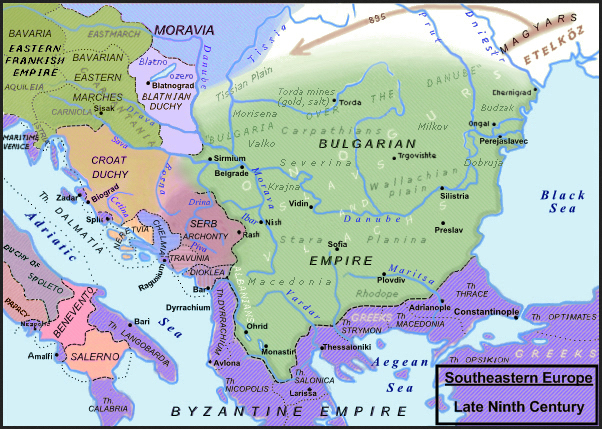
Au Haut-Moyen-Âge, les Valaques vivent au sein du Premier Empire bulgare (dont ils partagent l'écriture, la langue officielle et la liturgie). Leur pastoralisme transhumant peut les amener vers le nord jusqu'à la Moravie, vers l'ouest jusqu'en Istrie et en Dalmatie, et vers le sud jusqu'en Grèce. Mais, pour cette période, leur existence est niée par les partisans de l'hypothèse de la « disparition des langues romanes orientales pendant mille ans »,,.

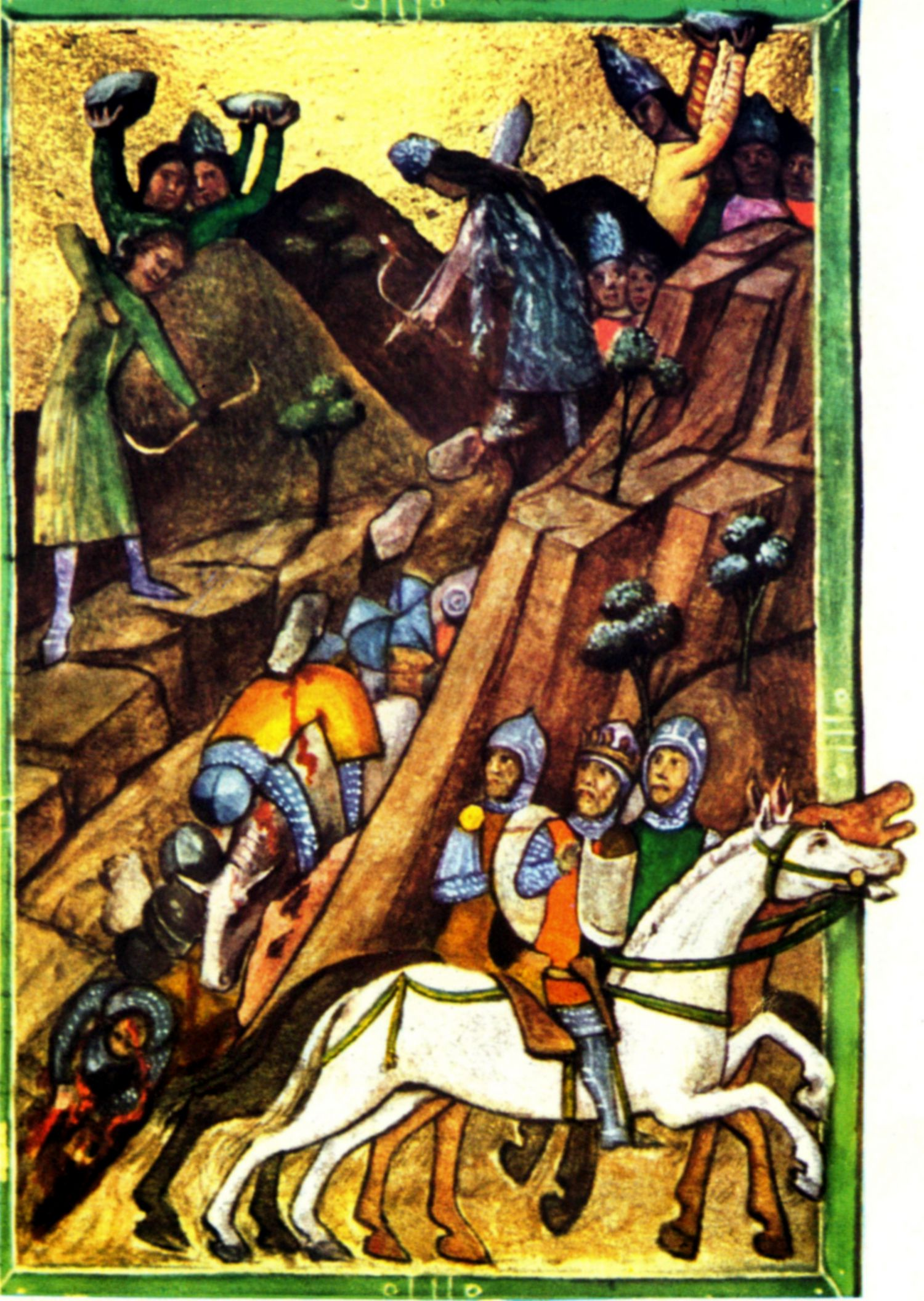
En 1330 le bataille de Posada inaugure l'indépendance de la principauté de Valachie (Chronique enluminée de Vienne).

## Étymologie
Le mot Valachie tire son origine de l'ancien germanique walh désignant un « locuteur d'une langue celtique ou latine ». Walh lui-même viendrait du nom d'un peuple celte : les Volques.
Dans l'Antiquité tardive Walh se répand à travers l'Europe du Sud-Est avec les migrations germaniques, et au Haut Moyen Âge donne, pour désigner les régions habitées par des locuteurs des langues romanes orientales, les mots Walachei en allemand, Olah en hongrois, Βлашко ou Волощиня (Vlachko, Volochtchinya) en vieux-slave et Βλαχία (Vlachia) dans la littérature byzantine et en grec. Ainsi, Théophylacte Simocatta, Théophane le Confesseur, Georges Cédrène, Cécaumène, Anne Comnène, Jean Skylitzès ou Jean Apocauce évoquent la Valachie « neigeuse » (χιονισμένη Βλαχία, cнежно Βлашко ou Havasalföld) entre Carpates et Haemus le long du bas-Danube du Ve au VIIe siècle, la « grande » Valachie (μεγαλῄ Βλαχία Megalí Vlachía) en Macédoine-Occidentale et en Thessalie au IXe siècle, la « petite » Valachie (μικρῄ Βλαχία Mikrí Vlachía) en Acarnanie au IXe siècle, la Valachie « noire » ou « maritime » (μαϐρῄ Βλαχία « Morlaquie ») en Dalmatie au XIIe siècle ou encore le royaume bulgaro-valaque (dit « deuxième Empire bulgare » dans l'historiographie moderne) aux XIIe et XIIIe siècles,,,.
La Valachie dont il est question dans cet article est la principauté de Valachie (ȣɴгρоϐлахίа « Hongro-Valachie », ou Ца́ра Ромѫнѣ́скъ Țara Românească en roumain, composée de l'Olténie, de la Munténie et, entre 1395 et 1422, de la Dobroudja). Elle émerge comme État au XIVe siècle, et est issue de l'émigration vers le Danube des boyards et joupans roumains transylvains persécutés en tant qu'orthodoxes par le royaume de Hongrie qui faisait pression pour les convertir à l'église catholique et abolissait progressivement le droit valaque. Pour près de cinq siècles, la principauté de Valachie sera l'une des deux « principautés danubiennes » puis cessera d'exister comme État en 1859, fusionnant avec la  principauté de Moldavie pour former la Roumanie,.

## Chronologie
- Ier siècle avant notre ère - les Romains latinisent les Daces et les Thraces dans le bassin du bas-Danube.
- Du IIe siècle au VIe siècle - résistance de l'Empire gréco-romain d'orient contre les Goths, les Huns et divers peuples germaniques et turcs. Christianisation des habitants de langue romane ou grecque.
- VIe siècle - installation des Slaves parmi les romans et les grecs et arrivée des proto-Bulgares qui fondent un royaume s'étendant sur les actuelles Serbie, Roumanie, Moldavie, Macédoine et Bulgarie. Ce royaume adopte la langue slavonne et le christianisme : c'est la première Bulgarie, qui recouvre aussi l'actuelle Valachie, alors incluse dans la « Bulgarie au-delà du Danube ».
- Xe siècle - les Valaques locuteurs de divers dialectes romans vivent désormais au sein de petits duchés, les « canesats », éparpillés depuis les pays tchèques jusqu'à la Thessalie et de l'Adriatique à la mer Noire, connus comme romanies ou valachies. Ces valachies (nom commun) situées autour des Alpes de Transylvanie et sur les rives du Danube sont, à l'origine, vassales tantôt du royaume Bulgaro-Valaque (plus connu, depuis le XIXe siècle, comme Second Empire bulgare), tantôt du royaume de Hongrie qui organise les plus occidentales d'entre elles (à l'ouest de la rivière Olt) en un Banat, celui de Severin et leur reconnaît leur jus valachicum. L'influence hongroise se fait sentir à travers les deux évêchés catholiques de Severin et du Milcov (ce dernier, destiné à évangéliser les Coumans), l'influence bulgare à travers la langue liturgique de l'église orthodoxe et des chancelleries valaques : le slavon, écrit en alphabet gréco-cyrillique (voir plus bas).
- XIe et XIIe siècles - au nord du Danube, les Magyars fondent la Hongrie, vassalisent les canesats transylvains et adoptent le catholicisme. Au sud du Danube, le royaume bulgaro-valaque est reconnu sous ce nom par la papauté et les puissances de l'époque en 1187.
- XIIIe siècle - les Valaques  de confession orthodoxes sont pris entre les catholiques au nord et les musulmans au sud. Au nord du Danube les « canesats » sont vassaux de la Hongrie, de la principauté ruthène de Galicie-Volhynie ou des Tatars. Les Génois ouvrent des comptoirs sur la mer Noire et le Danube. Le diplôme du roi de Hongrie Bela IV le 2 juin 1247 aux chevaliers de Saint-Jean mentionne qu'il y avait sur le territoire de la Valachie, avant la principauté, quatre duchés : le canesats de Ioan et de Farcaș, les voïvodats de Seneslau et de Litovoi. Ils constituaient un glacis contre les invasions des Coumans et des Mongols. L'implantation des chevaliers de Saint-Jean fut un échec et le processus d'unification de ces valachies fut accéléré par la menace d'une mainmise hongroise directe. Litovoi et son frère Bărbat luttent en 1277 contre les troupes hongroises ; Litovoi meurt et Bărbat est fait prisonnier.
- 1330 - fondation de la Principauté de Valachie par le prince d'Argeș, Basarab Ier qui, en 1328 mène une campagne victorieuse contre les Tatars au Boudjak et étend ainsi sa domination sur les bouches du Danube, la Dobroudja et les rivages de la mer Noire. Puis, profitant des luttes internes pour le trône en Hongrie, il reste le seul maître de la Valachie, alors appelée « Bessarabie ». Il refuse de reconnaître la suzeraineté du roi de Hongrie Charles Robert d'Anjou, qui entreprend une expédition punitive. Le combat se déroule du 9 au 12 novembre 1330, à Posada. Basarab est vainqueur et Charles Robert d'Anjou doit reconnaître l'indépendance de la Valachie (désormais nom propre, avec un V majuscule). Basarab Ier d'Argeș règne jusqu'en 1352. Le premier métropolite valaque est Hyacinthe de Vicina, venu du despotat de Dobroudja au monastère de Curtea de Argeș.
- 1422, 1484 - l'Empire ottoman annexe la Dobroudja puis les bouches du Danube avec les ports et côtes de la mer Noire.
- 1534, 1538 - l'Empire ottoman annexe les ports danubiens de Turnu, Giurgiu et Brăila (qui deviennent trois rayas rattachées à l'eyalet d'Özi) et monopolise la navigation sur le bas-Danube.
- 1599 - le prince valaque Michel Ier le Brave réunit pour quelques mois la Valachie, la Transylvanie et la Moldavie.
- 1714 - début de la période phanariote : l'influence grecque s'accroît en Valachie.
- 1718 - au traité de Passarowitz, l'empire d'Autriche s'empare de l'Olténie en dépit des protestations de l'hospodar Jean Ier Mavrocordato ; la Valachie récupère ce territoire en 1739, au Traité de Belgrade. Grâce à l'influence humaniste, le servage est aboli en 1749 ; débuts de la renaissance culturelle roumaine.
- 1812 - au traité de Bucarest le Danube est internationalisé et la Valachie retrouve le droit d'avoir sa propre flotte, embryon de la future marine.
- 1821 - première révolution roumaine.
- 1829 -  la Valachie récupère les ports danubiens de Turnu, Giurgiu et Brăila ; fin de la période phanariote.
- 1848 - seconde révolution roumaine dans le mouvement de la révolution européenne.
- 24 janvier 1859 - après la guerre de Crimée, grâce au soutien français, la Valachie et la Moldavie peuvent fusionner pour former les Principautés unies de Moldavie et de Valachie, embryon du royaume de Roumanie. Depuis lors, la Valachie n'a plus d'existence administrative, mais constitue en Roumanie une province historique dont l'histoire se poursuit.
- 1907- Insurrection paysanne de la faim.
- 1921-1938 - Réformes constitutionnelle et agraire, démocratie parlementaire.
- 1938 - Dictature antifasciste du roi Carol II, qui réprime la Garde de fer fasciste et le Parti communiste de Roumanie.
- Octobre 1940 - Carol II est renversé, un régime fasciste se met en place et s'allie à Hitler contre Staline. Ce régime est vaincu à l'issue de la Seconde Guerre mondiale.
- Mars 1945-Décembre 1989 - les communistes mettent en place le régime communiste de Roumanie qui est intégrée au bloc de l'Est.
- Décembre 1989 - lors de la dislocation du bloc de l'Est, l'État communiste est renversé : retour de la démocratie parlementaire.
- Janvier 2007 - la Valachie, comme toute la Roumanie, entre dans l'Union européenne.

## Contexte d'émergence
Au début du XIVe siècle, c'est le Banat de Severin, à l'Ouest, qui est la partie la plus habitée et développée de la Valachie, tandis qu'à l'Est la Munténie est occupée, sur les piémonts des Carpates, par la forêt de Valachie, et dans la plaine danubienne par l'extrémité occidentale de la steppe pontique. À ce moment, s'affaiblissent simultanément les Coumans - maîtres de la steppe pontique, le royaume de Hongrie - suzerain du Banat de Severin, et le tzarat bulgare de Tarnovo.
Cet affaiblissement favorise l'indépendance de la Valachie ainsi que celles des despotats de Dobroudja et de Moldavie. Toutefois le Banat de Severin conserve les armoiries bulgares (un lion rampant d'or sur émail de gueules), et le vieux-slave ainsi que la liturgie bulgare restent officiels dans ces pays, où le roumain n'est initialement qu'une langue vernaculaire.

## Périodes
L'histoire de la Principauté de Valachie (qui n'est qu'une partie de l'histoire des valachies comme nom commun) peut être divisée en sept périodes,, :
1. la période d'émergence (face à la Hongrie et à la Bulgarie) dure jusqu'en 1417 lorsque Mircea Ier de Valachie commence à payer tribut à l'Empire ottoman ;
2. la période tampon va de 1417 à la défaite hongroise de Mohács en 1526, au cours de laquelle la Valachie a servi de champ de bataille aux hongrois et aux ottomans ;
3. la période d'essor commence au XVIe siècle. C'est l'époque où le monastère de Curtea de Argeș (parmi bien d'autres) est construit, tandis que la future capitale Bucarest se développe ;
4. la période de conflit commence à la mort du sultan Selim II au cours de laquelle les héritiers phanariotes de Michel Cantacuzène Chaïtanoglou deviennent hospodars de Valachie, au nom du gouvernement ottoman de Constantinople (surnommé la « Sublime Porte »), mais limitant en même temps son influence ;
5. la période de croissance et de prospérité, marquée par le style Brâncovènesque, correspond à l'ère Köprülü de l'histoire ottomane ;
6. la période phanariote correspond à l'ère des tulipes de l'histoire ottomane et prend fin au Traité de Koutchouk-Kaïnardji au XVIIIe siècle : elle est marquée par l'influence phanariote croissante, le grec et la liturgie grecque du patriarcat œcuménique de Constantinople se substituant au vieux-slave et à la liturgie bulgare, tandis que les monastères valaques, subordonnés à ceux du mont Athos et disposant d'immenses domaines fonciers, y envoient leurs richesses qui s'ajoutent au tribut dû au Sultan ottoman ;
7. la période russe commence au traité de Koutchouk-Kaïnardji et voit l'influence de l'Empire russe prendre progressivement le pas sur celle de l'Empire ottoman, tandis qu'un « Règlement organique » se met en place et que les acteurs de la renaissance culturelle roumaine s'activent pour émanciper le peuple roumain et le pays.

Chrono de la période d'indépendance de la Principauté :

## Offices, fonctions et titres
Aux débuts de la principauté de Valachie (du XIVe siècle au XVIe siècle) le voïvode nommait seul les titulaires des offices, parfois proposés par le Sfat domnesc (assemblée nobiliaire). Tous étaient révocables. Beaucoup de titulaires sont intégrés à la noblesse d'épée (boieri mari). Plus tard (à partir du XVIIe siècle) les hospodars mettent les offices civils aux enchères et anoblissent les acheteurs, créant ainsi une noblesse de robe (boieri mici). Dans ces cas, les titulaires gardent l'office à vie, et s'ils n'ont pas eux-mêmes les compétences requises, délèguent le travail à des adjoints (custozi) qui peuvent, eux aussi, être éventuellement anoblis. Les offices valaques ont évolué avec le temps et étaient principalement les suivants:
| Nom du rang                      | Étymologie | Description |
| -------------------------------- | --- | --- |
| Aprod                            | Du hongrois apród, page | Officier chargé de la justice ou des affaires fiscales, ou huissier introduisant un invité à la Cour. |
| Armaș                            | Du roumain Armă, arme + suffixe -aș | Officier chargé de la sécurité, des prisons et des exécutions. Le Mare Armaș (« Grand exécuteur ») est responsable d'une soixantaine d’Armași. Il veille à l'exécution des peines de mort, ainsi qu'à l'organisation de la musique militaire. |
| Ban                              | Titre, équivalent de margrave, hérité du royaume de Hongrie, où il désignait le gouverneur militaire autochtone et autonome d'une marche croate, serbe ou valaque sur les marges méridionales du royaume. Ces marches étaient les banats et leur nombre évolua avec le temps. | Parmi eux, le banat de Severin, dirigé au XIIIe siècle depuis Turnu Severin, a été divisé au XIVe siècle en deux banats plus petits : celui de Timişoara qui fut intégré au royaume hongrois, et celui de Craiova qui fut intégré à la principauté de Valachie. Les bans étaient des gouverneurs militaires. Le Mare Ban ou Vel Ban est le plus haut rang en Valachie après le Prince régnant.                        |
| Becer                            | Du roumain beci, « cave » d'origine coumane. | Cuisinier de la cour. |
| Boier                            | Titre héréditaire passé chez les valaques à partir des boylas coumans et proto-Bulgares | En français, « boyard ». |
| Cămăraș                          | Du roumain cămară, garde-manger, réserve. | Personne responsable des pièces et des garde-manger de la Cour. Le cămăraș de sulgerie répartit la viande après la pesée, le cămăraș de jitniță suit les quantités de blé présentes dans le grenier de la Cour. |
| Căminar                          | Du roumain camină, taxe, mais venu du vieux-slave kamen : pierre, dans le sens de « propriété ». | Personne chargée de collecter certaines taxes, initialement celles sur la cire d'abeille. |
| Chelar                           | Du grec kellarios ou du latin cellarium, cellier, magasin, entrepôt. | Personne responsable des celliers et des réserves de nourriture de la Cour. |
| Clucer                           | Du slave klyuč : « clef ». | Personne responsable de la famille et des serviteurs de la Cour, équivalent au rang russe de klyuchnik. Le Mare Clucer est responsable de l'ensemble des provisions (fruits, légumes, beurre, miel, fromage, sel, etc.), de leur stockage et de leur conservation. |
| Cneaz                            | Du slave Knyaz, souverain, prince. | Chef d'une communauté de paysans et de bergers, slave, valaque ou slavo-valaque, ayant comme attributions de rendre la justice, répartir les taxes et les travaux communs, lever des troupes et les mener au combat, signer des traités. |
| Condicar                         | Du roumain condică, registre. | Personne responsable des archives de la Cour, archiviste. |
| Comis                            | Du grec kómis. | Grand écuyer. Le Mare Comis a la charge des écuries de la Cour et dirige leur personnel : serviteurs, forgerons et carrossiers. |
| Cupar                            | Du roumain cupă, coupe. | Personne chargée de remplir les coupes de vin à la table de la Cour. Un boyard, cupar du Prince régnant (domnitor, hospodar ou voievod) porte le titre de Paharnic, du slave pohar : bol, gobelet, coupe, ayant donné en roumain le terme de pahar : le cristal princier. |
| Domnitor                         | Du roumain a domni, conduire, diriger, de Domn, seigneur, dérivé du latin dominus, maître. | L'un des titres princiers. "Domnul X..." = "Le seigneur X..." et titre officiel du dirigeant des principautés unies de Moldavie et de Valachie de 1862 à 1881. Utilisé avant cette date de manière non officielle. |
| Dregător                         | Du roumain a drege, réparer, préparer, planifier. | Terme générique désignant la plupart des fonctionnaires à la Cour, chargés de la chancellerie, de l'administration, de la justice ou de l'organisation militaire. |
| Jitnicer                         | Du roumain jitniță, grenier, du slave žitnica, dérivé de žito, seigle. | Personne responsable du grenier de la Cour. |
| Jude                             | Du latin judex, ayant donné en roumain le terme de județ, une juridiction traduisible par « comté » ou, après 1881, par « département » (du moins en France). | Juge et/ou préfet d'un județ. |
| Grămătic                         | Du grec grammatikós, lettré, chroniqueur, rhéteur. | Secrétaire de la Chancellerie. |
| Hatman ou par dérivation Vătăman | Équivalent des termes polonais et ukrainien Hetman | Comme le spătar, le Hatman commende des troupes, tâche attribuée, comme au temps des empereurs byzantins, au grand chancelier de la Cour. Il arbore unr canne dorée lors des cérémonies officielles. |
| Hospodar                         | Du slave gospodar, seigneur qui donne, organise, répartit ; souverain. | Titre donné aux princes dans les écrits slaves et slavons. |
| Ispravnic                        | Du slave izpravnik, celui qui veille à la réalisation, ingénieur, administrateur, préfet. | Représente le Domnitor dans un județ. |
| Logofăt                          | Du grec logothetēs, dérivé de λόγος « parole » et τίθημι « fixer, poser ». | Chancelier, il s'occupe des relations intérieures entre le Hospodar et le Conseil princier (Sfat Domnesc). Le Mare Logofăt est le premier chancelier de la Cour. À ce titre il préside tous les conseils, fixe l'ordre du jour et transmet les décisions du Conseil. Il transmet également les doléances des membres du Conseil. Sa responsabilité sur les services fiscaux a été progressivement dévolue au Vistier. |
| Medelnicer                       | Du slave medelniță : « bassine en cuivre, lavabo, baignoire ». | Personne qui verse l'eau sur les mains pour les laver avant le repas, qui veille à l'hygiène de la Cour. |
| Paharnic                         | Du slave pohar signifiant « bol, gobelet, coupe », ayant donné en roumain le terme de pahar, verre | Personne chargée de l'approvisionnement en vin. Synonyme du terme polonais cześnik, mais avec une étymologie différente. |
| Pârcălab                         | De l'allemand Burgmeister, via le hongrois porkoláb. | Chef d'un comté (județ). |
| Pârgar                           | De l'allemand Bürger, via le hongrois polgár. | Membre du conseil local d'une ville. |
| Pitar                            | De pita, pain. | Fournisseur de la cour en pains, viennoiseries, bretzels et autres produits céréaliers. |
| Polcovnic : « colonel ».         | Voir Polkovnik | Commandant d'un régiment. |
| Portar                           | Du roumain Poartă, porte. | Portier, huissier. |
| Postelnic                        | Du slave postel « lit » ; équivalent du titre russe postelnichy. | Personne responsable des chambres princières et des alcôves de la Cour. Correspond plus ou moins au titre de chambellan. |
| Șătrar                           | Du slave du sud šatra, le campement. | Personne responsable de la surveillance du camp militaire et des bagages d'une armée durant une guerre. |
| Sfetnic                          | Du slave suvetnik, « conseiller ». | Expert, pour telle ou telle spécialité, d'un domnitor / hospodar ou voïvode. |
| Spătar                           | Du grec spatharios, « porteur de l'épée ». | Personne détentrice de l'épée et du bâton princiers, et détenteur du deuxième rang dans l'armée après le voïvode. |
| Staroste ou Isnaf                | Du slave starosta, le « plus ancien » ou du turc isnat, « celui qui attribue, répartit ». | Maître de guilde. |
| Stolnic                          | Du slave Stolnik, « sénéchal ». | Personne responsable de la table princière. |
| Sluger                           | Du slave služar, « serviteur ». | Personne chargée de l'approvisionnement en viande de la cour. |
| Vătaf                            | Du slave vatah | Contremaître de plusieurs sortes (Divan autrement dit assemblée nobiliaire : vătaful divanului ; Forces de l'ordre : vătaf de agie ; Collecteurs territoriaux : vătaf de plai ; gardes-frontières et douaniers : vătaf de hotar…). |
| Vistier                          | Du latin vestiarius, une personne responsable de la garde-robe | Trésorier. |
| Voievod                          | Du slave voïvode, « commandant ». | Prince régnant, commandant en chef de l'armée, l'un des titres des souverains valaques. |
| Vodă                             | Diminutif du voievod | Suffixe du nom du prince régnant. X-vodă : « prince régnant X » ; une fois le règne achevé (la monarchie étant élective en Valachie), l'intéressé garde son titre de boyard mais perd celui de vodă. |
| Vornic                           | Du slave nádvorník « portier, couvreur ». | Personne chargée de la justice à la Cour et parmi les boyards, et des affaires internes de l'aristocratie. |

## Langues de chancellerie et alphabets
Jusqu'au XVIIe siècle, la langue officielle et l'écriture de la Valachie étaient respectivement le bulgare moyen et le cyrillique roumain basé sur l'écriture civile (qui permet de translittérer les noms roumains anciens en alphabet actuel, mais les auteurs qui ignorent cela se croient, par crainte d'être anachroniques, contraints d'utiliser des orthographes tirées du magyar, du polonais, du russe, du turc…),. Cet héritage de la longue cohabitation des Roumains et des Bulgares dans la Bulgarie nord-danubienne a duré jusqu'au XVIIIe siècle lorsque les principautés danubiennes adoptèrent le grec phanariote comme langue officielle et liturgique (ακολουθική 'ελληνική akolouthiki 'elliniki). C'est en 1881 que le roumain et l'alphabet latin furent adoptés. Dans la relation historiographique hongroise, russe et bulgare, de l'histoire de la Valachie, ces faits sont interprétés, dans une optique hostile à l'historiographie roumaine, comme une preuve qu'avant de devenir des États roumains à la suite de la renaissance culturelle roumaine, la Valachie comme la Moldavie étaient des principautés slaves, de même que la Transylvanie était une principauté hongroise. Les sources confirment qu'une partie de l'aristocratie dirigeante médiévale était magyare ou magyarisée en Transylvanie et d'origine coumane en Moldavie et Valachie mais, en l'absence de statistiques ethniques avant le XIXe siècle, il est impossible d'affirmer quelle était la langue majoritaire de la population roturière dans ces trois principautés même si l'équivalence sémantique român (« roumain ») - rumân (« serf ») plaide en faveur d'une majorité romanophone,,.
La seule certitude, étayée par la linguistique, la toponymie et les documents écrits depuis le XIVe siècle, est que le roman oriental, parlé par des locuteurs dénommés « Valaques » à partir du Xe siècle, n'a pas disparu avec le retrait des légions romaines en 275 de Dacie trajane puis en 680 de Dacie aurélienne car si c'était le cas, les langues romanes orientales n'existeraient pas. Par ailleurs, à l'exception des « résurrections » volontaires de langues mortes comme dans le cas de l'hébreu moderne, les linguistes sont unanimes : aucune langue ne peut disparaître durant un millénaire pour réapparaître par « génération spontanée » ensuite, quoi que puissent en dire les ouvrages diffusant l'idée que les Roumains n'ont pas d'histoire avant leur renaissance culturelle qui les aurait, en quelque sorte, « créés ».